# Campeonato Peruano de Fútbol de 1959
El Campeonato Peruano de Fútbol de 1959, denominado como «XLIII Campeonato Profesional», fue la edición número 43 de la Primera División del Perú.  Se jugó desde el 11 de julio hasta el 27 de diciembre de 1959. Su organización estuvo a cargo de la Asociación Central de Fútbol (ACF) y contó con la participación de diez equipos. El campeón nacional fue Universitario de Deportes.

## Sistema de competición
Todos los equipos se enfrentaron bajo el sistema de todos contra todos en partidos de ida y vuelta. Al final de la liguilla, los 10 equipos fueron divididos en 2 grupos; los equipos ubicados entre los 5 primeros lugares, disputaron el título; mientras que los equipos ubicados entre los 5 últimos lugares, disputaron el descenso.
Se otorgaron 2 puntos por partido ganado, 1 punto por partido empatado y 0 puntos por partido perdido. El campeón fue el equipo que más puntos obtuvo. El equipo que quedó en el último puesto descendió automáticamente a la Segunda División del Perú.

## Ascensos y descensos
| Posición | Ascendido de Segunda División 1958 |
| -------- | ---------------------------------- |
| 1º       | Unión América                      |

| Posición | Descendido de Primera División 1958 |
| -------- | ----------------------------------- |
| 10º      | Mariscal Sucre                      |

## Equipos participantes
| Club                      | Ciudad | Entrenador        |
| ------------------------- | ------ | ----------------- |
| Alianza Lima              | Lima   | Roberto Scarone   |
| Atlético Chalaco          | Callao | Dan Georgiadis    |
| Centro Iqueño             | Lima   | Miguel Ortega     |
| Ciclista Lima             | Lima   | Alejandro Heredia |
| Deportivo Municipal       | Lima   | Roberto Drago     |
| Mariscal Castilla         | Lima   | Pedro Valdivieso  |
| Sport Boys                | Callao | Marcos Calderón   |
| Sporting Cristal          | Lima   | César Viccino     |
| Unión América             | Lima   | José Chiarella    |
| Universitario de Deportes | Lima   | Segundo Castillo  |

## Tabla de posiciones
| Pos. | Equipo                    | PJ | PG | PE | PP | GF | GC | DG  | Ptos |
| ---- | ------------------------- | -- | -- | -- | -- | -- | -- | --- | ---- |
| 1    | Universitario de Deportes | 18 | 14 | 1  | 3  | 43 | 19 | +24 | 29   |
| 2    | Centro Iqueño             | 18 | 10 | 4  | 4  | 34 | 27 | +7  | 24   |
| 3    | Sport Boys                | 18 | 10 | 2  | 6  | 28 | 18 | +10 | 22   |
| 4    | Deportivo Municipal       | 18 | 6  | 6  | 6  | 26 | 24 | +2  | 18   |
| 5    | Sporting Cristal          | 18 | 7  | 3  | 8  | 30 | 31 | -1  | 17   |
| 6    | Ciclista Lima             | 18 | 6  | 5  | 7  | 35 | 34 | +1  | 17   |
| 7    | Alianza Lima              | 18 | 5  | 4  | 9  | 30 | 33 | -3  | 14   |
| 8    | Mariscal Castilla         | 18 | 4  | 6  | 8  | 27 | 34 | -7  | 14   |
| 9    | Atlético Chalaco          | 18 | 5  | 3  | 10 | 29 | 45 | -16 | 13   |
| 10   | Unión América             | 18 | 4  | 4  | 10 | 16 | 33 | -17 | 12   |

PJ = Partidos jugados; PG = Partidos ganados; PE = Partidos empatados; PP = Partidos perdidos; GF = Goles a favor ; GC = Goles en contra; DG = Diferencia de goles; Pts = Puntos
- Cristal superó a Ciclista en enfrentamientos directos y clasificó  a la liguilla por el título.

|  | Liguilla por el título   |
|  | Liguilla por el descenso |

## Liguilla por el título
| Pos. | Equipo                    | PJ | PG | PE | PP | GF | GC | DG  | Ptos |
| ---- | ------------------------- | -- | -- | -- | -- | -- | -- | --- | ---- |
| 1    | Universitario de Deportes | 22 | 15 | 3  | 4  | 51 | 30 | +21 | 33   |
| 2    | Sport Boys                | 22 | 12 | 4  | 6  | 40 | 23 | +17 | 28   |
| 3    | Centro Iqueño             | 22 | 11 | 5  | 6  | 43 | 36 | +7  | 27   |
| 4    | Deportivo Municipal       | 22 | 7  | 8  | 7  | 36 | 37 | -1  | 22   |
| 5    | Sporting Cristal          | 22 | 7  | 6  | 9  | 37 | 39 | -2  | 20   |

PJ = Partidos jugados; PG = Partidos ganados; PE = Partidos empatados; PP = Partidos perdidos; GF = Goles a favor ; GC = Goles en contra; DG = Diferencia de goles; Pts = Puntos
|  | Campeón |
|                                           |
| Campeón Nacional Universitario 8.º Título |

## Liguilla por el descenso
| Pos. | Equipo            | PJ | PG | PE | PP | GF | GC | DG  | Ptos |
| ---- | ----------------- | -- | -- | -- | -- | -- | -- | --- | ---- |
| 6    | Ciclista Lima     | 22 | 7  | 6  | 9  | 46 | 45 | +1  | 20   |
| 7    | Mariscal Castilla | 22 | 6  | 7  | 9  | 36 | 41 | -5  | 19   |
| 8    | Atlético Chalaco  | 22 | 8  | 3  | 11 | 38 | 49 | -11 | 19   |
| 9    | Alianza Lima      | 22 | 7  | 4  | 11 | 38 | 42 | -4  | 18   |
| 10   | Unión América     | 22 | 5  | 4  | 13 | 21 | 44 | -23 | 14   |

PJ = Partidos jugados; PG = Partidos ganados; PE = Partidos empatados; PP = Partidos perdidos; GF = Goles a favor ; GC = Goles en contra; DG = Diferencia de goles; Pts = Puntos
|  | Descendido a Segunda División 1960 |

## Goleadores
| Jugador               | Equipo                    | Goles |
| --------------------- | ------------------------- | ----- |
| Daniel Ruiz           | Universitario de Deportes | 28    |
| Faustino Delgado      | Sporting Cristal          | 19    |
| Óscar Montalvo        | Deportivo Municipal       | 16    |
| Carlos Abel Linazza   | Centro Iqueño             | 13    |
| Alberto Gallardo      | Mariscal Castilla         | 12    |
| Juan Joya             | Alianza Lima              | 12    |
| Alfredo Huaranga Daga | Centro Iqueño             | 10    |
| Eddie Chiok           | Sport Boys                | 10    |